# Lo scandalo della Banca Romana (miniserie televisiva 2010)
Lo scandalo della Banca Romana è una miniserie televisiva italiana del 2010, prodotta da Rai Fiction e trasmessa su Rai 1 il 17 e 18 gennaio 2010.
Composta da due puntate dalla durata di 100 minuti ciascuna, racconta un evento storico. Il protagonista Mattia, tuttavia, è un personaggio immaginario, così come gli altri personaggi della miniserie: viene narrata in maniera romanzata la vicenda dello scandalo della Banca Romana.
La miniserie è prodotta da Albatross Entertainment per Rai Fiction. Gli attori protagonisti sono Beppe Fiorello, Vincent Pérez, Lando Buzzanca e Andrea Osvárt. La regia è di Stefano Reali.
La fiction è stata trasmessa per la prima volta domenica 17 e lunedì 18 gennaio 2010, ore 21:10, sull'emittente Rai 1.
Nel febbraio del 1977 andò in onda su Rai 2 (allora chiamata Rete Due) un omonimo sceneggiato televisivo diretto da Luigi Perelli.

## Ascolti
| 1 | 17 gennaio 2010 | 5.887.000 | 23,97% |
| 2 | 18 gennaio 2010 | 6.692.000 | 24,23% |

## Interpreti e personaggi
- Giuseppe Fiorello: Mattia Barba
- Vincent Pérez: Clemente Claudet, direttore de Il Popolo italiano
- Andrea Osvárt: Renata Osvart
- Lando Buzzanca: Bernardo Tanlongo
- Ninni Bruschetta: commissario Cavaterra
- Ramona Badescu: Ida Tanlongo
- Lollo Franco: Calogero Barba, padre di Mattia
- Marcello Mazzarella: commendator Gustavo Biagini
- Stefano Molinari: commendator Carloni
- Mirca Viola: Ines
- Mimmo Mancini: Antonio "Totuccio" Sarno
- Pierluigi Misasi: Marchese Ferdinando Ramognini, capo della Polizia
- Zoran Miljkovic: Rastelli
- Tanasije Uzunovic: Pietro Sbarbaro, direttore de Le Forche Caudine
- Irfan Mensur: sen. Giuseppe Giacomo Alvisi
- Ivan Tomasevic: on. Luciano Guarnera
- Maurizio Mattioli: Aldo, il proprietario della Taverna
- Andreja Maricic: Bonilli
- Predrag Ejdus: Ruffolo